# داني لاتزا
داني لاتزا (بالألمانية: Danny Latza)‏ (مواليد 7 ديسمبر 1989 في غيلسنكيرشن - ألمانيا الغربية) لاعب كرة قدم ألماني يلعب حاليا لصالح نادي الدرجة الأولى شالكه الألماني منذ 1998 في مركز الوسط المدافع .

## روابط خارجية
- داني لاتزا على موقع قاعدة بيانات كرة القدم.إي يو (الإنجليزية)
- داني لاتزا على موقع بيانات كرة القدم. دي إي (الألمانية)
- داني لاتزا على موقع Soccerway.com (الإنجليزية)
- داني لاتزا على موقع عالم كرة القدم.نت (الإنجليزية)
- داني لاتزا على موقع AS.com (الإسبانية)